# 傲游浏览器
傲游浏览器（Maxthon），是陈明杰（Jeff Chen）在畅游所写的MyIE代码基础上修改所编写的浏览器。最初（Maxthon1.x）只支持微软的Internet Explorer的Trident引擎，但是也可以通过修改使用Mozilla的Gecko引擎。而在傲游2则只支持Trident引擎，傲游3-5系列起开始采用基於Webkit的引擎並可切換Trident成為一套双核心浏览器，而Linux版的傲游浏览器则采用Chromium引擎。
2020年开始的傲游6系列则基于Chromium重新架構，并且支持BSV区块链技術。

## 历史
傲游浏览器的1.0和2.0版本均基于Microsoft的Internet Explorer内核，由于加入了许多实用的功能，曾在中国大陆拥有非常高的市场占有率，仅次于Internet Explorer，在世界市场也占有一席之地。但由于一些令人诟病的问题逐渐显现并长期未解决，加之其他浏览器逐渐崛起，导致自2010年起用户大量流失，至2012年，在中国大陆的市场占有率已经不足1%。
傲游在2010年因捆绑金山网盾在浏览器安全方面与360形成竞争关系受到竞争对手的抨击后，参与金山360之间的大战。
| 年份   | 事紀 |
| ------ | --- |
| 2000年 | 网名Changyou的开发者以MyIE为名开发基于Internet Explorer的增强浏览器，后原作者贴出“免费开发，高手可自行修改”的告示，并失去联络，陈明杰因兴趣接手开发。                               |
| 2003年 | 以MyIE2为名发布网页浏览器 |
| 2004年 | MyIE2更名為Maxthon，中文名傲遊，發布了1.0版本，基于Trident及Gecko核心 |
| 2006年 | 傲遊公司進入中關村辦公；傲遊浏览器發布2.0版本，取消了Gecko支持 |
| 2007年 | 主站下载量逾1亿 |
| 2008年 | 傲游与Internet Explorer 7、Mozilla Firefox、Opera、Safari等一同获得CNET Webware100浏览器类奖项                                                                                      |
| 2009年 | 傲遊主站下载量于年末突破3亿；3.0Alpha釋出，启用WebKit核心；蝉联CNET Webware100大奖，这次一同获奖的还有Internet Explorer 8、Mozilla Firefox、Flock、Opera、Safari、Google Chrome等。 |
| 2011年 | 经过近两年的测试，傲游3正式取代傲游2成为傲游官方网站的首推浏览器。 |
| 2012年 | www.html5test.com测试拿到最高分；发布傲游Mac版浏览器。发布了傲游云浏览器（傲游云，4.x）是业界首款依靠云服务有效打通多种浏览设备的浏览器。                                           |
| 2013年 | 发布傲游Linux版浏览器；Windows Phone版傲游浏览器正式上线。 |
| 2016年 | 發表傲游5系列，主打以各項雲端服務著稱的瀏覽器。 |
| 2020年 | 发布傲游6系列，基于Chromium内核，並結合BSV区块链技術。 |

## 功能簡介

### 标准支持
- 傲游3从3.3.6.2000起至今，一直位居HTML5test （页面存档备份，存于）网站的评分前茅。

### 普通功能
- 多標籤瀏覽，而且每個標籤有自己的執行緒
  - 工具>傲遊設定中心>進階>啟用多線程索引標籤支援，但是從Maxthon 2.5版本開始已經預設開啟無須設定。
- 多國語系（27種語言）
- 滑鼠手勢、快速鍵
- 超級拖放
- 隐私保护
- ，廣告獵手
- 篩選過濾廣告功能
- 多種瀏覽器面板
- RSS瀏覽
- 多种功能增强插件、皮肤
- 將我的最愛設成群組
- 多功能狀態欄（笑話、實用技巧...等，但目前只有英文和簡體中文版本）
- 傲遊下載器及迅雷下载模块（使用迅雷下載技術的核心）。
- CPU节能模式
- 自動填表功能
- 分割檢視（此功能也叫分屏瀏覽）
- Maxthon Passport上傳個人設定（我的最愛、介面設定、填表資料、代理伺服器資料）
- 自動隱藏
- 2.1.4.443開始支援Internet Explorer 8
- 支持中文的开发者工具
- 支持隐私模式及小号模式

### 特殊功能

#### 防假死技术
傲游浏览器在2.0.2.2961版本上增加了防假死技术，但其功能并不是十分完善。在后来的2.5.1.4075版本上进行了修改，重新设计了浏览器架构。这可以看做对搜狗浏览器的防假死技术的回应升级，因为搜狗浏览器是率先声称拥有防假死技术的浏览器。

#### 智能網頁加速器（MSA）
傲遊智慧型網頁加速器（Maxthon Super Acceleration）是讓Maxthon能夠充分利用網頁暫存檔達到網頁瀏覽加速的一項特殊功能。這個網頁加速功能分為兩種模式，分別為一般MSA和超級MSA（Super MSA），一般MSA只要在傲遊設定中心的進階選項中勾選啟動網頁加速器即可，而對於要啟動超級MSA的網站，就必須另外輸入到超級加速的清單中，或是直接在要啟用的網站上按下狀態欄的閃電圖示就可以加入。
在啟用一般MSA後（對所有網站啟動），Maxthon對網頁伺服器將不檢查如：圖片、Flash……等檔案的更新，直接使用暫存檔中的檔案來達到加速的效果。
而使用超級MSA的個別網站，Maxthon除了圖片、Flash檔案外，還有CSS、JS、HTML……等更多檔案會直接使用網頁暫存檔中的檔案來顯示，由於更多檔案不必從伺服器上下載，瀏覽速度也就獲得了一定程度的提升。
因為這項加速功能是使用網頁暫存檔來達到效果，所以對於一些使用驗證碼的網站就可能會顯示舊的內容。其他要注意的是網頁暫存檔被清空後，加速功能就不會有任何效果。

#### 网页嗅探器
网页嗅探器的主要功能是将网页上的部分不可直接下载的文件的文件地址探测到，从而可以使用下载工具进行下载。可以自定义嗅探扩展名。

#### 增强页面内搜索
本功能在传统的页面查找上添加了“多词查找”、“区分大小写”和“全字匹配”选项。而且用户输入的同时傲游会同步查找数据。搜索无结果时，搜索框会自动变成棕色。

#### 傲遊安全箱
這是一項傲遊自行開發的輔助安全瀏覽功能。主要可以達到三種功能，一、利用類似沙盒的技術將使用者的瀏覽過程放入沙盒中，保護使用者不會被惡意的程式碼攻擊。二、攔截瀏覽標籤死當，將當掉的標籤重新開啟或關閉而不影響整體瀏覽器。三、隱私模式，在這個模式下瀏覽網站，將不會留下任何痕跡。

#### 反網站釣魚式攻擊的網址認證
傲遊瀏覽器和金山軟體公司及中國最大線上商務平台支付寶合作，檢測網路上的連結是否為惡意釣魚網站。如果是惡意網站將會在瀏覽器的網址列標是為紅色並顯示相關的提示訊息，減低使用者遭到詐騙機會。另外，傲遊也推出網址認證功能，被認證為安全的網址將會顯示為綠色，非認證的將會是灰色，並且提供使用者舉報的功能。

## 缺點與不足
- 有許多網友在官方的論壇上反映，傲遊經常出現假死（应用程序暫時沒有反應）和崩潰的癥狀，這讓網友相當詬病，而且這個缺點也在一定程度上導致了其原有用戶的流失。傲遊2在2.5.18.1000版本之後很長時間未有更新，而這個版本有嚴重的崩潰Bug，導致許多用戶換用其他瀏覽器。而傲遊3早期版本也經常出現假死和崩潰問題，例如3.1.2.1000正式版發佈後，用戶在傲遊官方論壇發佈了多個反映在Vista/Win7下假死與崩潰問題的帖子。尽管所反馈的问题可以被较及时地修复，现在的傲游3已经趋于稳定，但这一更新换代的过程仍然导致大量用户流失。
- 检查更新模块常常无法及时运作，导致官网更新新版本数日，检查更新模块才能识别到新版本的情况。
- 下载管理器中的迅雷模块常出问题。部分网络文件使用傲游自带下载管理器可以正常下载，却无法使用迅雷模块进行下载。

## 所獲獎項
- 2011About.com最受用户欢迎浏览器奖
- Webware最受欢迎奖
- IT168软件评选编辑推荐奖
- 华军软件园优秀产品评选
- Winsoftare最高下载量
- 太平洋常用软件年度网友选择奖
- Shareup网五星推荐
- Wintotal网最佳应用软件
- Freeware archive至尊软件奖